# Temiskaming Shores
Temiskaming Shores é uma cidade localizada no nordeste da província de Ontário no Canadá. A cidade tinha uma população total de 9.920 no censo canadense de 2016 e a área de terra da cidade é de 178,11 quilômetros quadrados.